# Pirol
Pirol – organiczny związek chemiczny z grupy heterocyklicznych związków aromatycznych. Zbudowany jest z pięcioczłonowego pierścienia zawierającego jeden atom azotu.

## Występowanie
Sam pirol nie jest spotykany w organizmach żywych, jednak grupa pirolowa stanowi podstawową jednostkę powtarzalną wielu sprzężonych związków makrocyklicznych, np. porfiryn i koryn, które pełnią kluczową rolę w wielu organizmach żywych. Układy te występują m.in. w hemoglobinie i chlorofilu.
Grupa pirolowa jest też obecna w strukturze indolu, witaminy B12 i tryptamin.

## Właściwości chemiczne
Pirol wykazuje bardzo słabe właściwości zasadowe (pKBH+ ok. −3,6), co wynika z dearomatyzacji związku podczas protonowania atomu azotu, którego para elektronowa wchodzi w skład zdelokalizowanych elektronów π pierścienia aromatycznego. Dla porównania, niearomatyczna pirolidyna ma pKBH+ 11,3 i jest dość silną zasadą organiczną. Oprócz właściwości zasadowych, pirol wykazuje także bardzo słabe właściwości kwasowe (pKa ok. 17,3).